# Mitsubishi Xpander
La Mitsubishi Xpander è una autovettura prodotta dalla casa automobilistica giapponese Mitsubishi Motors a partire dal 2017.

## Descrizione
Mitsubishi Xpander è un monovolume di medie dimensioni a sette posti prodotta in Indonesia. Il design della vettura si basa sulla concept car XM Concept che è stata esposta per la prima volta al 24° Gaikindo Indonesia International Auto Show nell'agosto 2016. Le immagini dell'auto sono state pubblicate sul sito web di Mitsubishi Motors il 17 luglio 2017. L'auto, che precedentemente era stata presentata a Giacarta il 24 luglio 2017, ha debuttato ufficialmente il 10 agosto 2017 al venticinquesimo Gaikindo Indonesia International Auto Show. L'auto è stata messa in vendita in Indonesia il 3 ottobre 2017 ed è stata esportata nelle Filippine, Nepal, Tailandia, Malaysia, Vietnam, Brunei, Cambogia, Bolivia, Perù, Myanmar, Bangladesh, Egitto e Sri Lanka. Una variante modificata e ridisegnata dell'Xpander, con fascioni anteriori e posteriori diversi, è venduta come Nissan Livina di seconda generazione in Indonesia da febbraio 2019. L'Xpander è disponibile anche in versione SUV crossover chiamata Xpander Cross.